# Novisch
Novisch, eller mer formellt novitie, är sedan gammalt en vedertagen benämning på en nyantagen student vid ett universitet, numera primärt använd vid Lunds universitet. Ordet kommer av latinets novicium (= nykomling) och var ursprungligen en benämning inom klosterväsendet, där ordet dock har fått formen novis. Senare upptogs ordet i det nordtyska universitetslivet och importerades därifrån till Sverige. 
Ända fram till början av 1950-talet delades lundastudenterna i den tryckta universitetskatalogen in i de officiella kategorierna novitier, juniorer och seniorer.
Till det allra första Hälsningsgillet på Akademiska Föreningen 1868 skrev Fredrik Andersson en särskild "Novitievisa" på melodin Fredmans sång nr 27 (Ur vägen för gamle Schmidtens bår), vilken första gången framfördes av Ludvig Ljungman. Den första versen lyder:
:/: Novitier, novitier! I dag är dagen glad! :/:

Jag hälsar er alla, kamrater och bröder,

som kommit från öster, från norr och från söder

:/: och väster, och väster, välkomna i vårt lag! :/:

Även vid Uppsala universitet användes den äldre formen "novitie" åtminstone fram till 1800-talet. Benämningen "novisch" motsvaras i dagens Uppsala dock av "recce", en kortform av recentior.